# Colchester
Pour les articles homonymes, voir Colchester (homonymie).
Colchester est une ville de Grande-Bretagne située sur la Colne dans le comté d'Essex en Angleterre méridionale et orientale. Elle est bâtie sur les vestiges de l'antique Camulodunum, port fortifié et oppidum du peuple breton des Trinovantes, sur la Colne, après l'an 80 av. J.-C. Elle est la première capitale romaine de la Britannia après la conquête de Claude en l'an 43.
La cité romaine importante pour les échanges maritimes de l'île Britannia cède la prééminence après l'an 60 à la vallée de la Tamise et à Londres, la modeste Londinium promue capitale de la province impériale. Avant le retrait définitif des légions vers le continent en 407, Camulodunum n'est sur le plan militaire qu'un simple castrum sur la Camula ou Colne, contrôlé depuis un siècle par les ducs saxons des rivages. La description explique l'origine de son évolution ultérieure en Colchester. La cité protégée par les mercenaires et envahisseurs germaniques demeure longtemps une puissante cité portuaire célèbre par ses huîtres aux confins de l'Essex, royaume devenu simple comté. Aussi elle reste au XIVe siècle un port actif pour l'exportation de la laine et de la chaudronnerie, accueillant une colonie flamande. Au XVIIIe siècle, la ville abritant des populations immigrées de la mer du Nord, principalement d'origine hollandaise, est renommée pour ses tisserands et ses tissus.
Aux siècles industriels suivants, ce centre commercial au sein d'une région d'agriculture et d'élevage s'affirme par son industrie textile axée vers la confection et ses constructions métalliques. Profitant de la déconcentration londonienne initiée dès les années 1950, la ville, marché toujours actif, devient le siège de l'université d'Essex en 1965. La population regroupant l'ensemble urbain colchestrien est estimée à 160 000 habitants.

## Aspect géographique
Les terrains environnants sont formés de dépôts alluviaux récents. Les glaciers quaternaires ont laissé un manteau d'argiles qui a favorisé l'extension précoce d'une campagne découverte à habitats groupés.
Depuis les mutations agricoles anglaises du siècle des Lumières, Colchester à l'instar de Norwich et d'Ipswich qui restent d'actifs marchés, est au cœur d'un pays d'élevage et de grande culture, en particulier blé, betteraves à sucre, plantes fourragères et autres fourrages.

## Toponyme
Camulodunum est la forme latine d'un toponyme brittonique connue par Pline l'Ancien et citée par Tacite. Le pouvoir romain y établit un castrum. Le mot brittonique, langue encore parlée au IXe siècle en Essex et Est-Anglie[réf. nécessaire], s'écrit Cair colun, c'est-à-dire la ville forte ou cair sur la Colne. Au Xe siècle, le vieil anglais donne Colneceaster ou Colencaster. Ce nom qui désigne aussi un borough est écrit Colecestra dans le Domesday Book en 1086.
Des érudits ont proposé que le premier nom brittonique latinisé signifie forteresse de Camulos, Camulus étant un dieu guerrier apparenté à Mars. Mais le préfixe de l'étymon dunum ou "colline sacrée ou forteresse" semble mieux désigner la lente rivière canalisée dans le port, c'est-à-dire la Colne aujourd'hui.
On trouve en français ancien la forme Colcestre.

## Histoire

### Préhistoire
Colchester se remarque par un minuscule promontoire sous forme de collines au climat périglaciaire perdu dans l'isthme terrestre il y a plus de huit mille années qui constitue aujourd'hui la partie méridionale de la mer du Nord. Le fort réchauffement climatique amène la mer à proximité d'un site propice à la fixation des campements. Des fouilles archéologiques ont montré que le site est déjà occupé il y a trois millénaires.
Les tribus celtes aux langues apparentées au gaélique surgissent après le IXe siècle av. J.-C.

### Antiquité
Les établissements belges dans l'île de Bretagne à la fin de l'époque laténienne attestent l'installation d'une civilisation du fer et de la céramique raffinée. Vers 75 av. J.-C., un peuple de cultivateurs et d'artisans à l'organisation remarquable occupent le Kent, la vallée de la Tamise, les confins des Fens. Les Brittons y créent des cités fortifiées sur des sites défensifs accessibles, y multiplient boutiques et forges ainsi que sur des oppida quasi-vide servant de refuge. Ils utilisent la monnaie dans les foires saisonnières installées dans les plaines, multiplient et densifient les villages des vallées en y cultivant avec des charrues les sols lourds et en aménageant des voies de communications. En quelques décennies d'intenses labeurs colonisateurs en intégrant l'ancienne population soumise, ils fondent de véritables cités fortifiées, le port de Camelodunum, la future Verulamium ou St Albans et en poussant même vers l'ouest l'antique Cherwell.
Des confédérations d'assemblées dominent la Bretagne. Les chefs des assemblées sont impuissants à enrayer la conquête des Gaules et surtout la soumission de la Belgique occidentale puis le paiement d'un tribut spécifique des Brittons imposé par César après sa deuxième expédition annuelle en 54 av. J.-C. conclue à Saint-Albans. Les assemblées hégémoniques sont implantées dans les riches contrées brittonniques, en particulier la contrée de Camulodunum est connue sous le nom d'un parti politique conservateur, les Trinobantes ou Trinovantes placés sous l'égide exécutive de princes cultivés. Cunobelinus allié des Romains en est un représentant illustre. Même s'il accepte le lourd tribut de Rome, il garde sa liberté et accroît son hégémonie sur toute l'île méridionale en soumettant les Atrébates en l'an 25. L'art des conteurs et l'embellissement par la légende historique et le théâtre chrétien en ont fait naître le Cymbeline de Shakespeare.
Il semble que l'île après les campagnes de César et l'effondrement économique et démographique généralisé de la Gaule septentrionale passe progressivement sous l'hégémonie oligarchique de quelques grandes familles apparentées.
Les deux fils du puissant et respecté roi Cunobelinus rentrent dans une lourde querelle de succession, redonnant un rôle aux pouvoirs exécutifs locaux. Les chefs des assemblées évitent la guerre civile des grands princes, récupèrent du pouvoir et continuent à agir en sous-main pour aider leurs cousins continentaux, forçant l'empereur Claude à conquérir par la force et soumettre de manière permanente le sud de l'île en s'alliant avec quelques ambitieux souverains de clans politiques, parmi lesquels les Icènes de Prasutagus ralliés par des promesses de richesse et de participation au pouvoir.
Les rares princes brittons fidèles à une semi-indépendance essaient de résister en soulevant les assemblées belges, mais celles-ci préfèrent négocier avec les occupants impitoyablement déterminés. L'un des fils de Cunobelin, Caractacus résiste farouchement avec une troupe de fidèles dans les monts silures de l'ouest britannique, au pays de Galles actuel. Mais la contrée de refuge pourtant placée sous le contrôle des Brittons recèlent encore des anciens ennemis qui ne lui sont pas favorables. Il est capturé et déporté à Rome en 50.

### L'Empire romain
Camulodunum est la plus ancienne cité romaine des îles Britanniques selon Pline l'Ancien. Ce qui est plus certain est que Camulodunum est le point de débarquement des troupes romaines de Claude. Une légion romaine s'y installe en 43 et elle devient la première capitale de la province romaine de Bretagne avant que les Romains n'optent pour Londinium (Londres), plus commode d'accès. La cité garde un castrum romain, ce qui est perpétué dans son appellation actuelle qui est aussi une adaptation littérale de camulodunum, sachant que dunum désigne à la fois une colline sacrée et un site fortifié sur une hauteur.
De 58 à 85, des révoltes de plus en plus violentes éclatent en Britannia. Les Icènes de la légendaire reine Boadicée, héritière persécutée et méconnue de son défunt époux Prasutagus, prennent la tête des opposants, rasent avec une violence inouïe en 61-62 les puissantes agglomérations brittonnes au nord de la Tamise, notamment Colchester et Saint-Albans avant d'être exterminés progressivement par les légions. Le pouvoir romain surpris de l'ampleur des révoltes, par crainte de la défaite, a d'abord défendu prudemment la partie méridionale de l'île, capitale pour les minerais et les premières installations romaines les plus denses. Ils ont abandonné l'essentiel des territoires brittons, laissant aussi des ressortissants romains éparpillés se défendre pour éviter de se faire massacrer. Ils viennent tardivement à la rescousse des Brittons, débordés par la rage destructrice et désormais fidèles obligés de l'armée d'occupation, si ce n'est totalement assujettis à l'autorité romaine.
Les cités sont reconstruites sur un plan romain. Le général Agricola commandant victorieux de la province s'impose en pacificateur jusqu'aux Monts Grampians en 84. Il a des légions en grande partie composées de Bataves, de Tongres et d'une foule d'autres petits peuples belges, bien accueillis ensuite par leurs congénères ou cousins brittons. Même si l'assujettissement d'Albion n'est pas définitive, la prospérité de l'île septentrionale devient éclatante après 90/100. Elle exporte vers le cœur de l'Empire du blé et du bétail, du cuir et des esclaves, et surtout des métaux comme l'étain, l'argent, l'or et le fer. Camulodunum possède un actif artisanat de bois et de fer, illustré par ses tonneliers, charpentiers et charrons. L'importation déjà active sous Cunobelinus concerne les vins, la céramique fine et la verrerie, le corail, l'ivoire et l'ambre souvent sous forme de perles ou de médaillons, les gourmettes, les produits de luxe et de beauté. Les exportations de céréales, de cuirs et de métaux se dirigent par barges vers l'intendance des légions actives sur les côtes de la Manche, du détroit, de la Mer du Nord ainsi que vers la rive gauche du Rhin avant que ne soit institué le limes avec ses camps jalonnés au Ier siècle. Le port maritime de Boulogne et les ports fluviaux de Cologne et Trèves entretiennent des relations actives avec Camulodunum.
Après le premier retrait des légions romaines vers 340, Camulodunum lieu d'exode des anciens citoyens romains quasiment abandonnés tombe en décadence. Les pouvoirs guerriers du Nord de l'île préservent la cité dès le départ définitif des forces combattantes romaines en 407 et ses remparts avant qu'elle ne tombe sous le contrôle des Saxons au VIe siècle devenant momentanément une des capitales éphémères de l'Essex sous l'heptarchie anglo-saxonne.

### Le Contrôle saxon
La population brittonique romanisée, puis germanisée s'intègre dans le grand royaume de Wessex, dont le dernier souverain Egbert héritier du royaume angle de Mercie prend le titre de roi d'Angleterre en 827. Colchester aux confins de l'Essex et l'Anglie de l'Est ou East-Anglie est un port préservé. Il semble soumis au Danelaw de 870 à 917. La population parle alors un pidgin belgo-romano-germanique commode et véhiculaire qui engendre au XIVe siècle l'anglais en puisant vocabulaire et influences auprès des maîtres normands, d'abord éphémères avec le vieux noroit des Normanni conquérants puis permanent avec l'ancien français des hommes affidés du duc de Normandie.
Les huîtres de la baie de la Colne, de la Tamise, de la Stour et de l'Orwell sont renommées depuis l'Antiquité. Les souverains angevins dénommés Plantagenêts préservent les droits ostréicoles des habitants de Colchester sur leur embouchure et le confirme en 1183. Depuis cette époque, peut-être en continuation de rites antiques, le bourgmestre de Colchester et ses édiles financeurs de l'activité embarquent pour ouvrir sur la baie le ban des récoltes en automne. La cérémonie aujourd'hui fixée le 20 octobre semble suivre un protocole des années 1680-1720 avec dégustation de pain au gingembre et ingurgitation de petits verres de gin.

### Le Moyen Âge et l'Époque moderne
La ville maintient une hégémonie urbaine locale durant l'époque médiévale. Port important, centre d'exportation de laine puis de tissus, Colchester est un marché actif. Il le reste à l'époque moderne malgré l'emprise croissante et tentaculaire de Londres. Le Dutch quarter, à l'origine un quartier flamand devenu hollandais et allemand, témoigne de cet âge des tisserands. La Trinity street rappelle l'époque des débuts de la mécanique, en particulier l'horlogerie au musée Tymperleys.

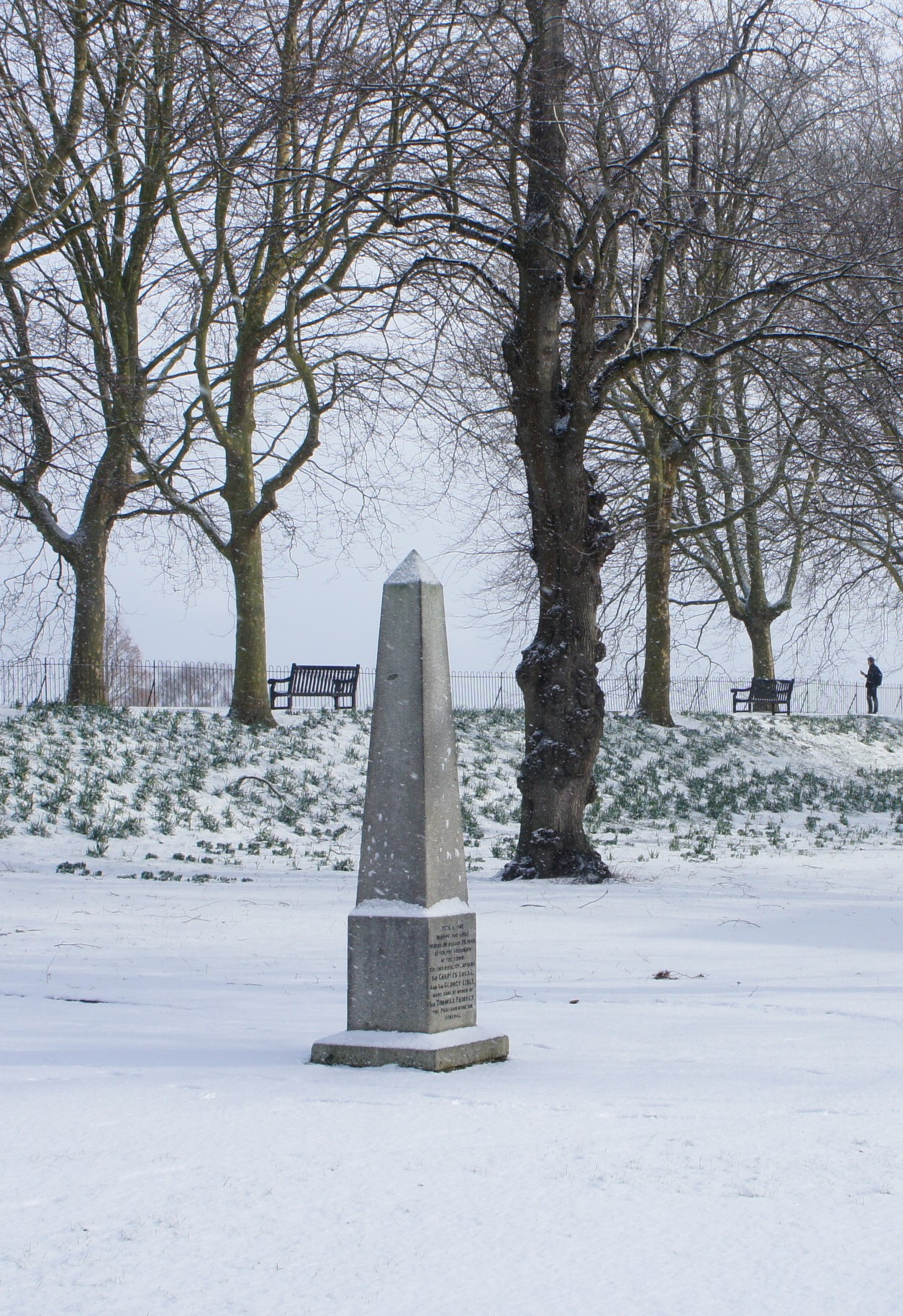
L'obélisque dans l'enceinte du château.

En 1648, durant la Seconde Guerre civile anglaise, une armée royaliste dirigée par Lord Goring entra dans la ville. Le 13 juin l'armée parlementaire dirigée par Thomas Fairfax et Henry Ireton assiège la ville pendant onze semaines et demie, les royalistes se rendent à la fin de l'été, le 27 août, Lord Goring signa le document de capitulation. Le 28 août, les royalistes Charles Lucas et George Lisle sont exécutés dans l'enceinte du château de Colchester. Un petit obélisque marque l'endroit où ils sont morts.

### XIXesiècle

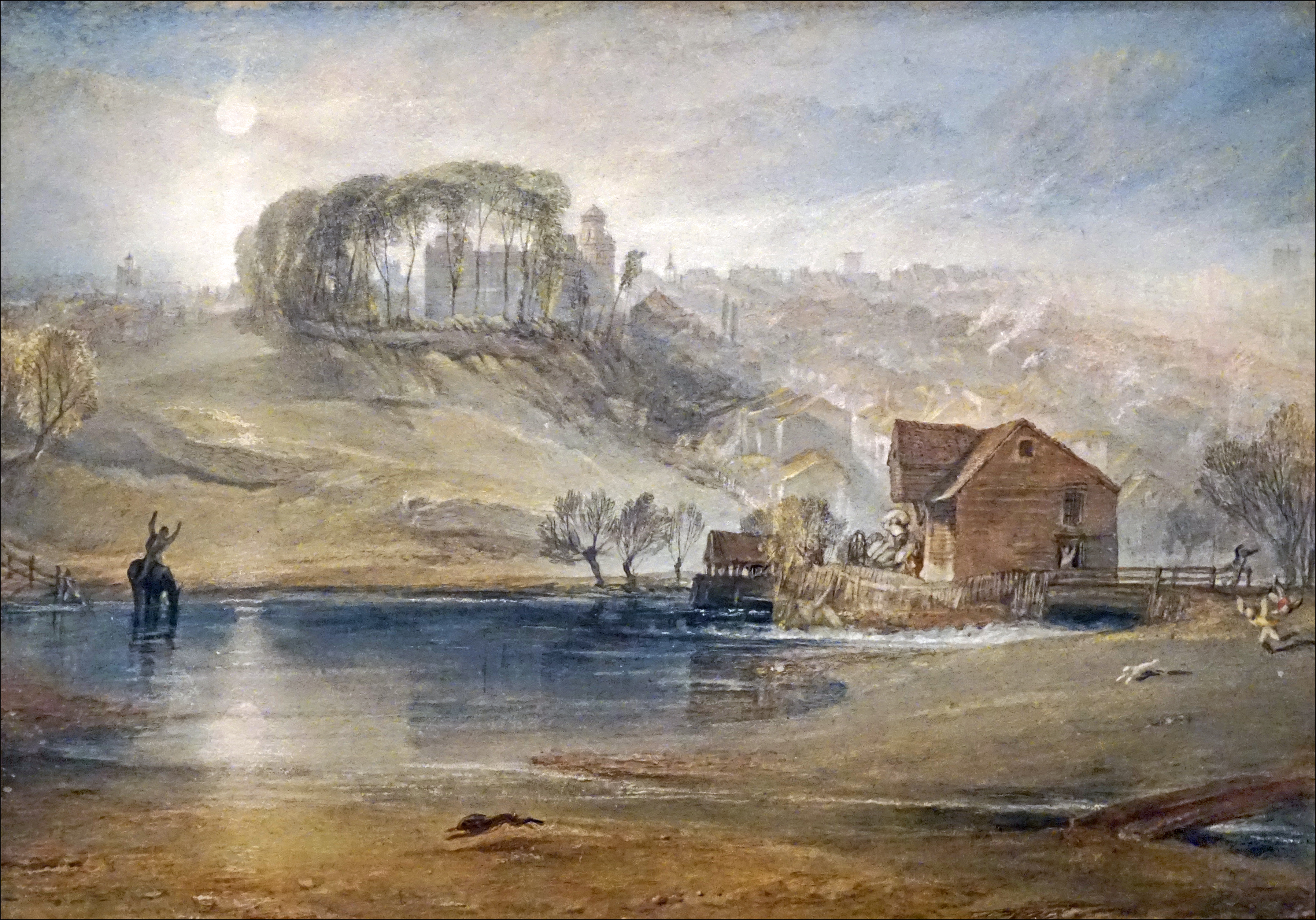
Colchester, Essex
William Turner, 1825-1826
Courtauld Gallery, Londres

La ville se spécialise à la révolution industrielle dans les constructions mécaniques et la confection. Ce centre commercial d'une région à la fois agricole et d'élevage ne s'est nullement détourné de la mer du Nord voisine.

### Époque contemporaine
Les parcs à huîtres renommés à l'embouchure de la Colne et la construction navale en témoignent au début du XXe siècle. En 1922, la ville bombardée épisodiquement par les dirigeables allemands pendant la Grande Guerre compte 43 000 habitants. La prépondérance agricole et l'essor économique du sud de l'Angleterre entretiennent une croissance saccadée : la ville bombardée pendant le second conflit mondial compte 65 400 habitants en 1962, 78 790 en 1985, 76 100 habitants en 1995.
Le 5 septembre 2022, la reine Élisabeth II signe les lettres patentes conférant le titre et qualité de cité à la ville. Ce sont les dernières lettres patentes que signe la monarque, qui décède trois jours plus tard.

## Politique et administration

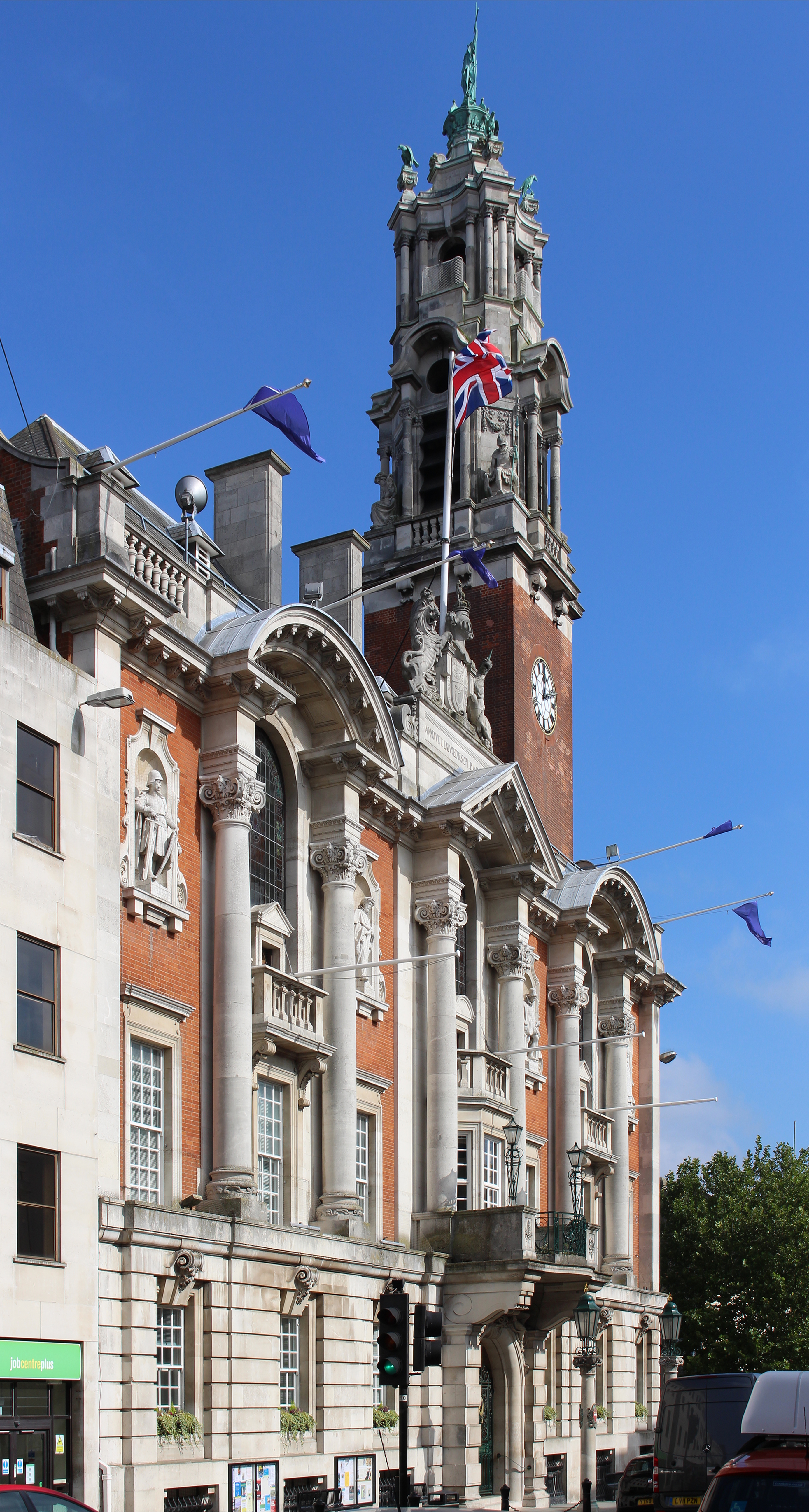
L'hôtel de ville de Colchester.

La ville est administrée par le Conseil de la cité de Colchester formé de 51 membres élus pour quatre ans et renouvelés par tiers. À la suite des élections de 2023, le Parti conservateur détient 19 sièges, le Parti travailliste et les Libéraux-démocrates 15 sièges chacun et le Parti vert 2.
La ville est également représentée au conseil du comté d'Essex.

## Patrimoine

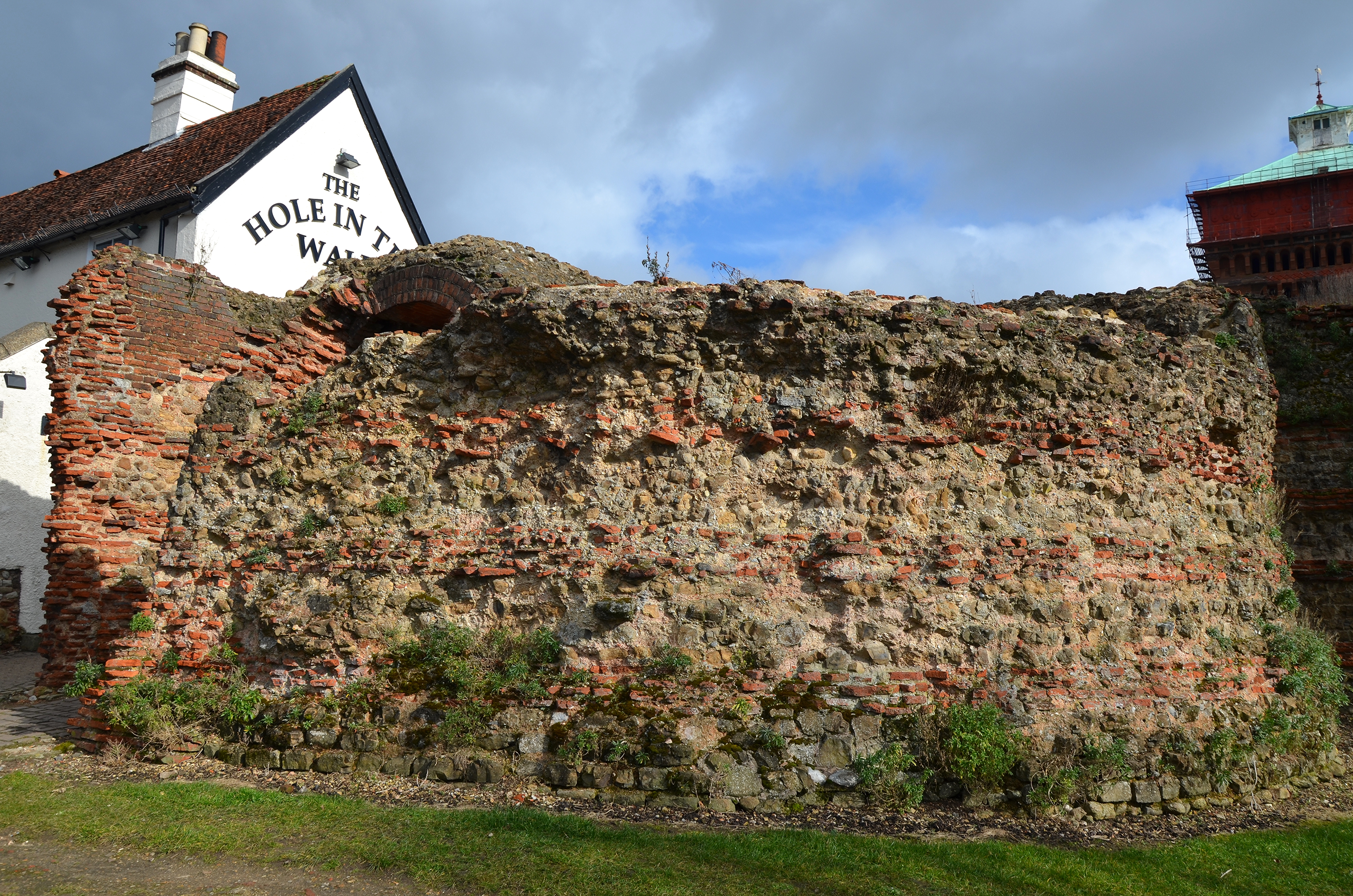
La porte de Balkerne.

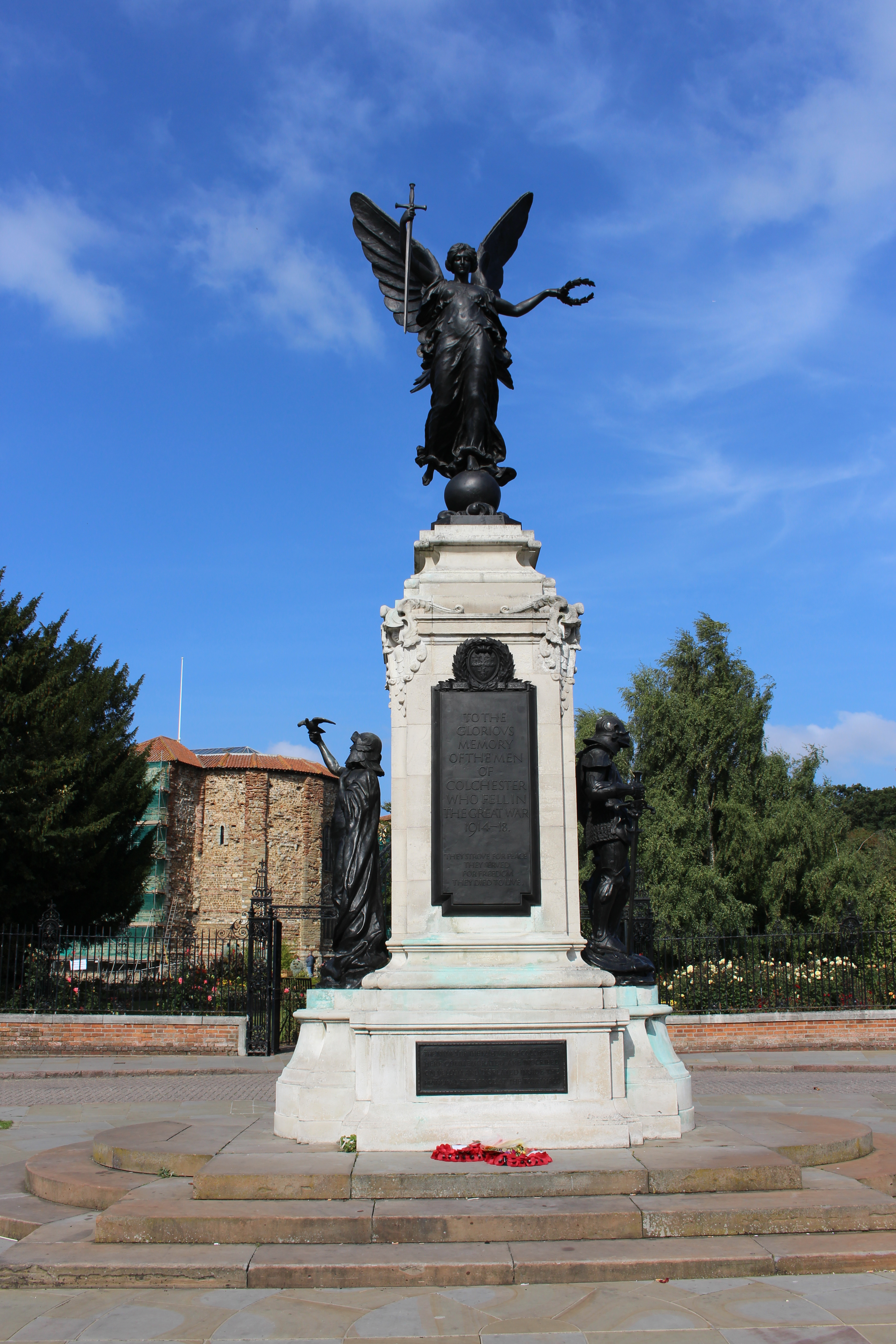
Le monument aux morts de Colchester.

- Les remparts à large assise de briques et de mortiers sur plus de 3 mètres de large, rehaussée de pierres de taille, témoignent de la Camulodunum britto-romaine. Ils sont particulièrement bien visibles sur la vieille ville haute de Colchester, en particulier dans le secteur de la Roman road, de Priory Street et à la porte de Balkerne si on observe depuis les collines dénommées Balkerne Hills. Les murs défensifs reconstruits après 61 ont plus de 9 mètres de haut et 3 km de circonférence.
- Musée municipal ou Castle museum, à section d'histoire antique, dans le donjon de l'ancien château : ce donjon normand érigé en 1076 sur la base du temple dédié à l'empereur conquérant Claude est le plus vaste d'Angleterre, soit 46 × 34 mètres. Les autres sections du musée couvre l'histoire de Colchester, de la préhistoire à l'époque moderne.
- Le monument aux morts de Colchester, la ville durant la Première Guerre mondiale à perdue 1248 habitants[4]. En 1918, plusieurs associations réclamaient un monument en hommage à leurs sacrifices, le sculpteur Henry Charles Fehr est choisi pour entreprendre la construction du mémorial[5]. Le mémorial se compose de trois figures humaines sur un piédestal. Les figures représentent Saint Georges, une représentation allégorique de la paix et de la déesse grecque Niké.
- Autres musées dans des bâtiments anciens ainsi préservés, par exemple le Social History museum dans la Trinity street sur l'histoire et les traditions locales.
- Ruine du prieuré Saint Botolph construit au XIIe siècle : ce prieuré du fait des fonctions portuaires de la ville est considéré comme le plus riche d'Angleterre après son érection. Il reste des arcades et l'embase d'une nef de 36 mètres de long.
- Zoo de Colchester : grand parc zoologique situé dans la région de Stanway Hall, à la périphérie de la ville. Il attire plus de 900 000 visiteurs chaque année.

## Sports

Colchester United FC logo

La ville de Colchester est également représentée par un club de football professionnel, le Colchester United Football Club, évoluant en League Two. L'équipe joue ses matchs au Stade Communautaire de Colchester qui peut accueillir 10,105 spectateurs.
En règle générale, l'équipe joue avec des chemises à rayures bleues et blanches, avec des shorts et des chaussettes bleus ou blancs. Le meilleur classement du club est la 10e place du Championnat, le deuxième niveau du football anglais, obtenu en 2006-07. Le club a également remporté la Watney Cup lors de la saison 1970-71.

## Personnalités natives de Colchester
- William Gilbert, médecin élisabethain (1554-1603) ;
- Archibald Wavell, officier d'infanterie, maréchal et administrateur britannique vice-roi des Indes (1883-1950) ;
- William Gull, éminent médecin clinicien britannique (1816-1890).
- Roger Penrose (1931-), physicien et mathématicien britannique
- Etienne Green, footballeur, gardien de but à l'AS Saint-Étienne (2000 - ).

## Jumelage
- Wetzlar (Allemagne) depuis 1969
- Avignon (France) depuis 1972[9]
- Imola (Italie) depuis 1997
- Yangzhou (Chine) depuis 2015